# تينا بونزيل
تينا بونزيل (بالألمانية: Tina Punzel)‏ (من مواليد 1 أغسطس 1995) غطاسة ألمانية.

## مهنياً
تنافس تينا بونزيل في  بطولة العالم للألعاب المائية 2015.

## الروابط الخارجية
- تينا بونزيل على موقع الاتحاد الدولي للسباحة (الإنجليزية)
- تينا بونزيل على موقع قاعدة بيانات الغوص IAT (الألمانية)
- تينا بونزيل على موقع اللجنة الأولمبية الدولية (الإنجليزية)
- تينا بونزيل على موقع أوليمبيديا (الإنجليزية)
- تينا بونزيل على موقع اللجنة الأولمبية الألمانية (الألمانية)

- قالب:FINA
- www.iat.uni-leipzig.de
- Zimbio
- Getty Images